# Kaikoukan
Espèce
Kaikoukan ou kaikokan est le nom japonais d'un agrume asiatique rarement cultivé pour la consommation. Son importance est due à son apport dans les nouvelles générations d'agrumes du Japon. Parmi les plus cultivés il est le géniteur de Sambokan et de Iyokan.

## Dénomination
Divers noms japonais se rencontrent カイコウカン (kaikoukan), ジャガタラミカン (jagatara mikan) mandarine de Jagarata (ile japonaise), イグロットレモン (Igurotto remon) citron d'Igurot ou d'Igoret. En chinois 海紅柑 (Hǎi hóng gān) mandarine rouge de l'Océan est mis en face de C. truncata

### Taxonomie
Citrus truncata hort. ex Tanaka et Citrus × truncata Yu.Tanaka Stud. Citrol. 9: 15 (1939) sont usuels. En 2002, R. Cottin et al. le classaient C. aurantium. et CPVO-TP comme pomelo. Shimizu et al. ont établi la phylogénie en 2016 qui est: C. maxima Sp x Kunenbo-A, (C. maxima ? x C. nobilis Lour. var. kunep Tanaka).

## Histoire
La plante présente dans la banque génétique du Japon a été introduite depuis la Chine, elle est signalée aux Philippines.
Tokurô Shimizu (2022) écrit: «Kaikoukan est un cultivar oublié, rarement cultivé, dont l'importance n'a jamais été bien expliquée. Il a servi de parent semencier de quatre cultivars uniques (Yamabuki, Sanbokan et Andokan ces 2 derniers largement cultivés, et Iyokan qui fut cultivé en grande culture et est toujours populaire) et enfin a indirectement servi de parent pour Yuukunibu». Ce généticien japonais qui rationalise les méthodes d'obtention d'agrumes nouveaux considère que kaikoukan a toujours «un potentiel important en tant que parent reproducteur» car «comme cela a été noté avec lui une seule génération d'hybridation est suffisante pour sélectionner un fruit d'élite de haute qualité dont le phénotype diffère considérablement du parent».

### Un géniteur remarquable
Kaikoukan engendre des fruits étonnamment variés avec des changements dans la forme du fruit par exemple Sanbokan a un cou, Andokan est obovale («Kaikoukan pourrait servir de parent reproducteur pour donner une forme de fruit très distincte à sa progéniture» écrit Shimuzu) et la pulpe n'est pas jaune comme celle de kaikoukan mais est restée orange. Une seule constante s'observe dans la descendance, le péricarpe épais.
On peut citer dans cette descendance:
- Andoukan = Kaikoukan x Kishu,
- Iyo (C. iyo) = Kaikoukan x Dancy. Le iyokan est un agrume qui a connu un grand succès au Japon, il est réputé pour son jus,
- Sanbokan (C. sulcata) = Kaikoukan x Kishu,
- Yamabuki (Citrus yamabuki hort. ex Yu.Tanaka) = Kaikoukan x (inconnu),

## Phylogénie

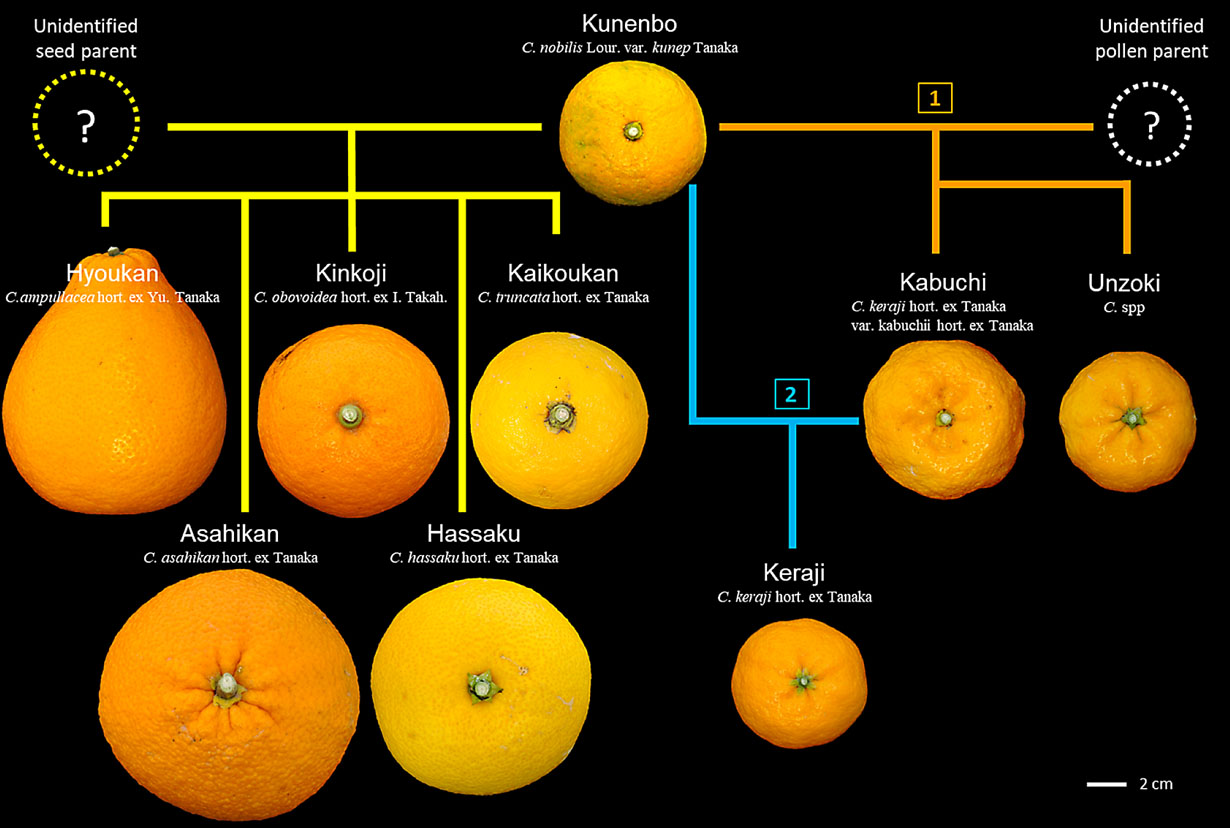
Kaikoukan est un descendant de la mandarine kunenbo-A aux côtés de yuge hyoukan de kinkoji, asahikan et hassaku (Shimizu 2022).

### Ascendance
Selon l'analyse génétique kaikoukan est un descendant de la mandarine kunenbo-A  et d'un C. maxima non identifié (au même titre que asahikan, hassaku, Iyoukan, kawabata, kinkoji et unzoki).

### Descendance

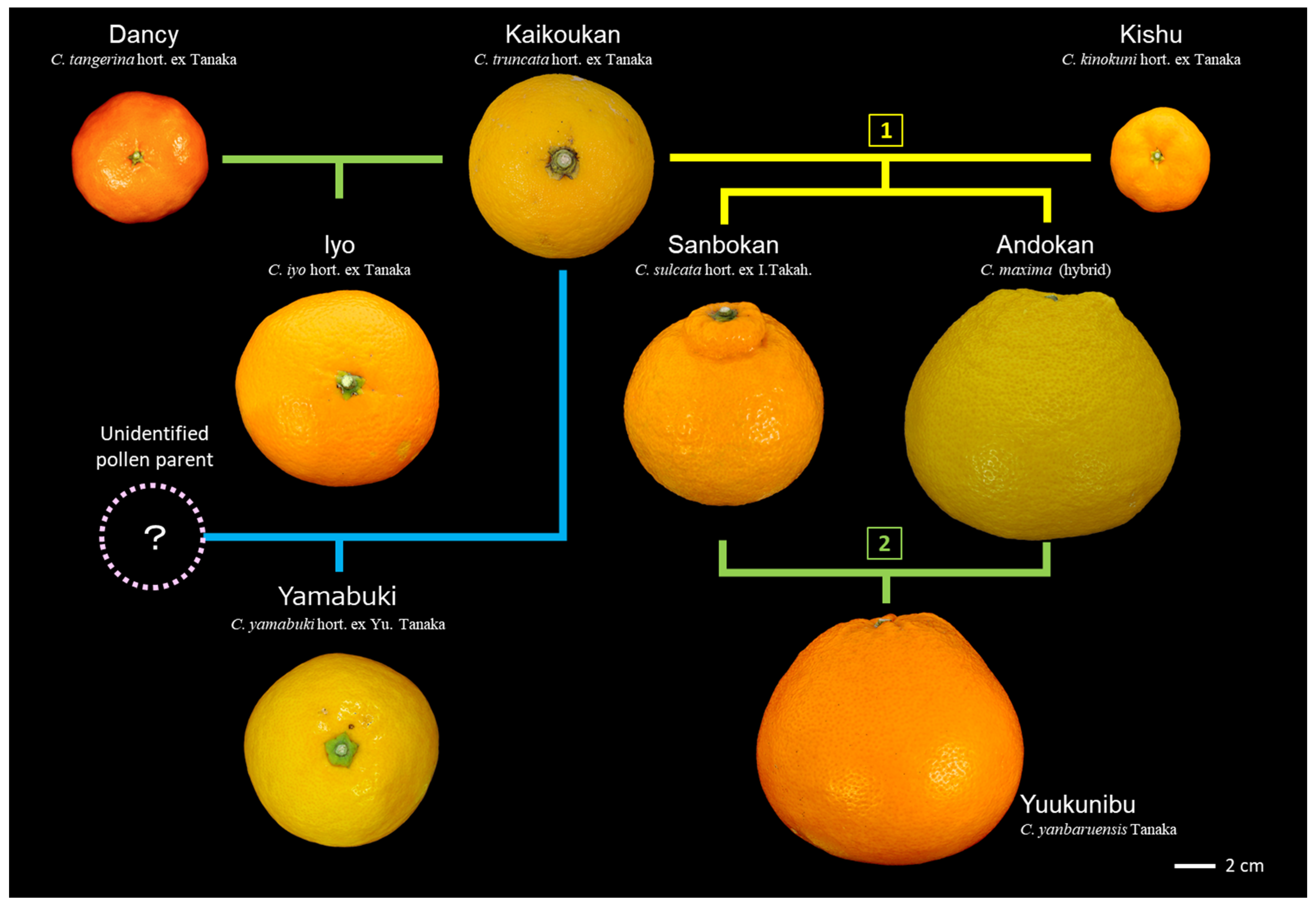
Descendance de Kaikoukan avec les mandarines Dancy et Kishu: variété des formes obtenues. Iyo, Sanbokan et Andokan ont connu un succès commercial au Japon (Shimizu 2022)

- Yamabuki (Citrus yamabuki hort. ex Yu. Tanaka, 1946). ヤマブキ ou ヤマブキミカン (yamabuki mikan) fruit d'un beau jaune, la couleur de la corète du Japon, son homonyme à qui il doit son nom.

- Iyo (Citrus x iyo hort. ex Tanaka, 1935), hybride de kaikoukan et de Dancy: variété de grande culture produite en Chine et au Japon, réputé pour son jus,

- Sanbokan, (Citrus sulcata Takahashi), hybride de kaikoukan et de Kishu (C. kinokuni hort. Tanaka). Beau fruit avec un cou tombé en désuétude
- Andokan (C. x maxima), hybride de kaikoukan et de Kyshu (C. kinokuni hort. Tanaka)
- Yuukunibu (C. yanbaruensis Tanaka 1957) hybride des deux précédents. ユークニブ décrit à Okinawa par Tanaka où son nom local est yûkunibu (phonétiquement du chinois 油克尼蒲  (Yóu kè ní pú))[9].